# Adobe Soundbooth
Adobe Soundbooth (Sb) era una aplicación en forma de estudio de sonido que estaba destinada a la edición de audio en un nivel básico. Fue creado y producido por Adobe Systems, Adobe Soundbooth hizo su aparición en la versión Creative Suite 3 de todas sus aplicaciones en marzo de 2007, principalmente adquirido en el conjunto de Posproducción de video de Adobe Systems Adobe Creative Suite 3 Production Premium. 
Adobe Soundbooth era considerado una forma resumida del reconocido editor profesional de audio, también producido por Adobe Systems, Adobe Audition. Soundbooth se hizo disponible tanto de  forma individual como en paquetes como Adobe Creative Suite Master Collection y Adobe Creative Suite Production Premium como se mencionó antes. Adobe Audition había sido retirado, no descontinuado (Como se creía en un principio) de las versiones CS3, CS4 y CS5 de la suite para ser puesto a disposición de grandes especialistas en audio, radio y video vendido de una forma individual. Sin embargo, para la versión CS5.5 Adobe descontinuó el desarrollo de Soundbooth, integrando nuevamente Adobe Audition a la suite.
Adobe Soundbooth se integraba con otras aplicaciones clave dentro del paquete de posproducción de video Adobe CS Production Premium y de animación como son Adobe Premiere Pro, Adobe After Effects e inclusive el reconocido creador y entregador de contenido interactivo a nivel mundial Adobe Flash Profesional.
Adobe Anunció que a partir del 24 de abril de 2011, no continuará vendiendo este software para concentrarse en el desarrollo de Adobe Audition.